# Uhićenje
Uhićenje označava privođenje osobe sa slobode i oduzimanje slobode na temelju zakona. Obično se uhićenje izvršava radi istrage ili suzbijanja kriminala te u svrhu omogućavanja prisustva osumnjičenog ili okrivljenog u krivičnom postupku.  
Osim službenih osoba (policajaca) koji su dužni prilikom uhićenja pridržavati se odredbi Pravilnika o načinu policijskog postupanja, postoji i institut građanskog uhićenja (koji se u Hrvatskoj jako rijetko koristi).